# Kim Adolfsson
Kim Adolfsson, född 2 december 1988, är en svensk skidskytt som tävlar i IBU-cupen sedan 2009. Adolfsson representerar Finnskoga IF. Adolfsson har deltagit i Junior-VM i Presque Isle, USA 2006, Martell, Italien 2007, Ruhpolding, Tyskland 2008 och Canmore, Kanada 2009. Hon började studera turismvetenskap på Mittuniversitetet 2009.